# 格雷薩姆 (馬里蘭州)
格雷薩姆（英語：Graceham）是位於美國馬里蘭州弗雷德里克縣的一個普查規定居民點。

## 人口
根據2020年美國人口普查的數據，格雷薩姆的面積為1.24平方千米，當中陸地面積為1.24平方千米，而水域面積為0.00平方千米。當地共有人口243人，而人口密度為每平方千米195.97人。